# Deathlike Silence Productions
Deathlike Silence Productions (DSP) war ein norwegisches  Musiklabel, das in den späten 1980ern gegründet wurde. Es wurde von Øystein „Euronymous“ Aarseth, dem damaligen Gitarristen der Black-Metal-Band Mayhem, betrieben, bis dieser im August 1993 von Varg „Count Grishnackh“ Vikernes, Protagonist seiner Ein-Mann-Band Burzum und zu dieser Zeit Bassist bei Mayhem, ermordet wurde.
Der Name der Plattenfirma rührt vom Lied Deathlike Silence der Band Sodom her. Sitz der Firma war Euronymous’ Plattenladen Helvete (norwegisch: ‚Hölle‘) in Oslo.

## Veröffentlichungen auf DSP
Chronologisch geordnet:
- Merciless · The Awakening (1990)
- Burzum · Burzum (1992)
- Mayhem · Deathcrush (EP, 1993, Wiederveröffentlichung)
- Abruptum · Obscuritatem advoco amplectère me (1993)
- Burzum · Aske (EP, 1993)
- Sigh · Scorn Defeat (1993)
- Mayhem · De Mysteriis Dom Sathanas (1994)
- Enslaved · Vikingligr Veldi (1994)
- Abruptum · In umbra malitiae ambulabo, in aeternum in triumpho tenebraum (1994)